# Paweł Zagrodnik
Paweł Zagrodnik (* 10. září 1987 Ruda Śląska) je polský zápasník – judista.

## Sportovní kariéra
Připravoval se v hornickém klubu Czarni v Bytůni pod vedením Mariana Tałaje. V polské mužské reprezrentaci se pohyboval od roku 2007 v pololehké váze do 66 kg. V roce 2008 v polské nominaci na olympijské hry v Pekingu neuspěl na úkor Tomasze Adamiece. Od roku 2009 soupeřil o post reprezentační jedničky s Tomaszem Kowalskim. V roce 2012 se kvalifikoval na olympijské hry v Londýně, ale po nevydařeném vystoupení na mistrovství Evropy v Čeljabinsku se s nominací rozloučil na úkor Kowalského. Kowalski však měl měsíc na to v květnu vážnou dopravní nehodu, kvůli které na olympijské hry odcestoval. V Londýně se představil v životní formě. V úvodním kole vyřadil favorizovaného Brazilce Leandra Cunhu na juko technikou seoi-nage. Ve čtvrtfinále nestačil na Maďara Miklóse Ukgvári, ale přes opravy se probojoval na boje o třetí místo proti Japonci Masaši Ebinumovi. Na Japonce od úvodu nestačil a od poloviny zápasu prohrával na wazari technikou seoi-nage. Minutu před koncem nachytal Ebinumu technikou seoi-nage a hodil ho do mostu na ippon. Videorozhodčí však hodnocení techniky snížil na wazari. V prodloužení nezachytil Ebinumovo curi-goši a spadl na ippon. Obsadil 5. místo. Podobný výsledek v dalších letech nezopakoval. V roce 2016 se na olympijské hry v Riu nekvalifikoval.

### Vítězství na mezinárodních turnajích
- 2009 – 1x světový pohár (Bukurešť)

## Výsledky
| Turnaj             | 2006           | 2007           | 2008           | 2009           | 2010           | 2011           | 2012           | 2013           | 2014           | 2015           | 2016           |  |
| Turnaj             | 19             | 20             | 21             | 22             | 23             | 24             | 25             | 26             | 27             | 28             | 29             |  |
| Turnaj             | pololehká váha | pololehká váha | pololehká váha | pololehká váha | pololehká váha | pololehká váha | pololehká váha | pololehká váha | pololehká váha | pololehká váha | pololehká váha |  |
| ------------------ | -------------- | -------------- | -------------- | -------------- | -------------- | -------------- | -------------- | -------------- | -------------- | -------------- | -------------- |  |
| Olympijské hry     |                |                | —              |                |                |                | 5.             |                |                |                | —              |  |
| Mistrovství světa  |                | —              |                | úč.            | úč.            | úč.            |                | úč.            | úč.            | —              |                |  |
| Evropské hry       |                |                |                |                |                |                |                |                |                | —              |                |  |
| Mistrovství Evropy | —              | —              | —              | —              | úč.            | úč.            | úč.            | úč.            | úč.            | —              | úč.            |  |
| Univerziáda        |                | —              |                | 7.             |                | —              |                | úč.            |                | —              |                |  |
| ME do 23 let       | —              | 3.             | —              | 2.             |                |                |                |                |                |                |                |  |
| MS juniorů         | —              |                |                |                |                |                |                |                |                |                |                |  |
| ME juniorů         | 3.             |                |                |                |                |                |                |                |                |                |                |  |